# Jarosław Wasik

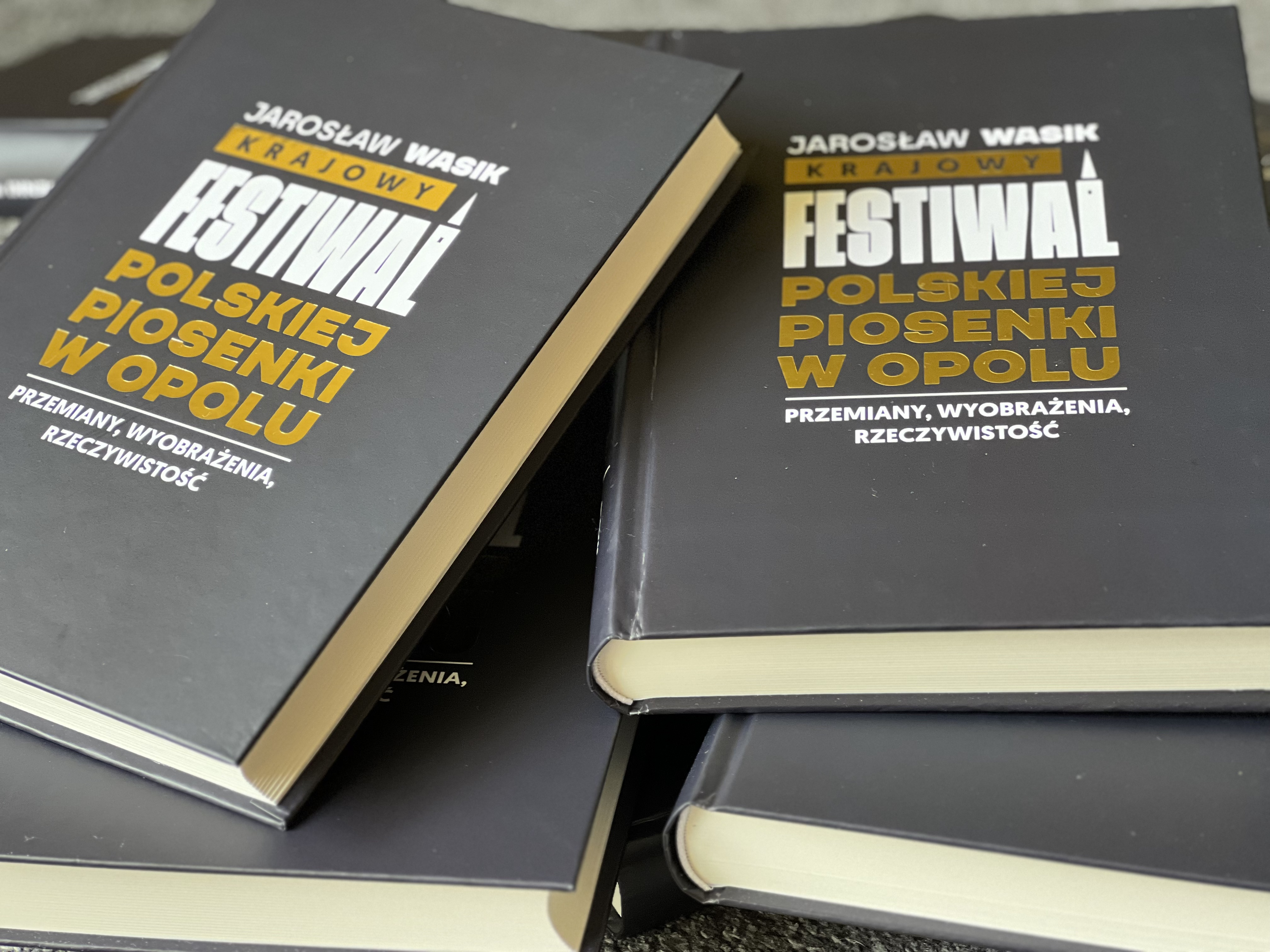
Krajowy Festiwal Polskiej Piosenki w Opolu. Przemiany, wyobrażenia, rzeczywistość, Opole 2023

Jarosław Wasik (ur. 1 stycznia 1971 w Prudniku) – polski piosenkarz, autor tekstów i kompozytor wykonujący utwory z nurtu piosenki literackiej, doktor nauk humanistycznych w dyscyplinie nauki o kulturze i religii.

## Życiorys
Urodził się 1 stycznia 1971 w Prudniku jako syn Jana Wasika, wokalisty prudnickiego zespołu rockowego Poszukiwacze.
W Prudniku uczęszczał do Publicznej Szkoły Podstawowej nr 4 im. Marii Konopnickiej i I Liceum Ogólnokształcące im. Adama Mickiewicza. Ukończył Wydział Wokalny Studium Wokalno-Baletowego w Gliwicach, kulturoznawstwo na Uniwersytecie Opolskim i studia doktoranckie – kulturoznawstwo w Szkole Wyższej Psychologii Społecznej w Warszawie. Z wykształcenia jest wokalistą, kulturoznawcą i aktorem.
W 1990 wziął udział w festiwalu Biłgorajskie Spotkania Śpiewających Poetów i Autorów, podczas którego otrzymał Grand Prix „Gęste Sito Krytyki”. Rok później otrzymał Grand Prix na Recitalu w Siedlcach i nagrodę główną „Lira Orfeusza” na Centralnych Eliminacjach Ogólnopolskiego Konkursu Recytatorskiego we Włocławku.
Zdobył I nagrodę na Festiwalu Piosenki Poetyckiej „Łaźnia” w Radomiu w 1994. W tym samym roku zajął II miejsce na Studenckim Festiwalu Piosenki w Krakowie oraz po raz drugi zwyciężył podczas Ogólnopolskich Spotkań Zamkowych „Śpiewajmy Poezję” w Olsztynie. Po otrzymaniu wyróżnienia honorowego na Krajowym Festiwalu Polskiej Piosenki w Opolu został dostrzeżony przez szerszą publiczność i zaproponowano mu nagranie jego pierwszej płyty.
Jego debiutancki album studyjny Nastroje został wydany w 1995 nakładem wytwórni InterSonus Music. Utwór tytułowy przez dwadzieścia tygodni utrzymywał się w pierwszej dziesiątce radiowo-telewizyjnego plebiscytu Muzyczna Jedynka. Ponownie wziął udział w KFPP w Opolu. W Kopalni Soli w Wieliczce została mu wręczona nagroda „Indywidualności roku 1995”.
Druga płyta Wasika zatytułowana Zielony z niebieskim została wydana w 1997. Podobnie jak Nastroje, została ona przyjęta pozytywnie. W 2004 wydał album Fabryka nastrojów, na którym znalazło się parę piosenek z poprzednich albumów.
13 września 2011 wydał album Nie dotykaj.
Od 2013 pełni funkcję dyrektora w Muzeum Polskiej Piosenki w Opolu. Jest również członkiem Rady Artystycznej Studenckiego Festiwalu Piosenki w Krakowie i Krajowego Festiwalu Polskiej Piosenki w Opolu, a także dyrektorem artystycznym Festiwalu Poetycka Dolina w Warszawie.

## Nagrody i osiągnięcia
| Rok  | Kategoria/Tytułem  | Nagroda                                                       | Nota          |
| ---- | ------------------ | ------------------------------------------------------------- | ------------- |
| 1990 | Gęste Sito Krytyki | Biłgorajskie Spotkania Śpiewających Poetów i Autorów          | Grand Prix    |
| 1991 |                    | Recital w Siedlcach                                           | Grand Prix    |
| 1991 |                    | Centralne Eliminacje Ogólnopolskiego Konkursu Recytatorskiego | Lira Orfeusza |
| 1994 |                    | Festiwal Piosenki Poetyckiej „Łaźnia”                         | I nagroda     |
| 1994 |                    | Studencki Festiwal Piosenki                                   | II nagroda    |
| 1994 |                    | Śpiewajmy Poezję                                              | I nagroda     |
| 1994 | Debiuty            | Krajowy Festiwal Piosenki Polskiej w Opolu                    | Laur          |
| 1995 |                    | Indywidualność roku 1995                                      | Nagroda       |

Jego autorski utwór Nastroje przez wiele tygodni gościł w pierwszej dziesiątce radiowo-telewizyjnego plebiscytu Muzyczna Jedynka.

## Dyskografia

### Albumy studyjne
| 1995                           | Nastroje - Data: 1995 - Wydawca: InterSonus Music                                       | – |  |
| 1997                           | Zielony z niebieskim - Data: 1997 - Wydawca: InterSonus Music                           | – |  |
| 2004                           | Fabryka nastrojów - Data: 21 lipca 2004 - Wydawca: Agencja Artystyczna MTJ              | – |  |
| 2011                           | Nie dotykaj - Data: 13 września 2011 - Wydawca: Agencja Inicjatyw Artystycznych Cytryna | – |  |
| „–” pozycja nie była notowana. |                                                                                         |   |  |

### Single
| „Po prostu pragnę”          | 1997 | – | Zielony z niebieskim |
| „Pełnia szczęścia”          | 1997 | – | Zielony z niebieskim |
| „Kawiarni gwar”             | 2001 | – | –                    |
| „W głowie się nie mieści”   | 2001 | – | Fabryka nastrojów    |
| „–” utwór nie był notowany. |      |   |                      |

### Albumy kompilacyjne
- Cytryna (1997)[14]
- Ballady Ani Niesobskiej do muzyki przyjaciół[14]
- 13 poetów (2003)[14]
- Upodobania (2004)[14]
- Miłosne smaki Warszawy (2006)[14]
- Christmas Time – All About Music (16 grudnia 2009)[15]
- W stronę Krainy Łagodności – vol. 1 (11 września 2009[16])
- Smooth Jazz Po Polsku (21 kwietnia 2010)[17]
- W stronę Krainy Łagodności – vol. 2 (4 lipca 2011[18])
- Między ciszą a ciszą 2 (9 października 2012)[19]
- Ballady i niuanse (2014)
- 40/40 Ogólnopolskie Spotkania Zamkowe Śpiewajmy Poezję – Wydanie Jubileuszowe (2015)[20]
- Ballady i niuanse. Volume 2 (11 grudnia 2015)[21]
- Między ciszą a ciszą 3 (1 czerwca 2018)[22]

## Teledyski
| Rok  | Tytuł                                                                                  | Reżyseria                         | Album                      |
| ---- | -------------------------------------------------------------------------------------- | --------------------------------- | -------------------------- |
| 1995 | Nastroje                                                                               | Marek Dawid                       | Nastroje                   |
| 1995 | But w butonierce                                                                       | Leszek Molski, Jacek Taszakowski  | Nastroje                   |
| 1995 | Refleksje na temat przełamywania lodów przy nawiązywaniu stosunków towarzyskich (kawa) | Leszek Molski, Jacek Taszakowoski | Nastroje                   |
| 1996 | Rzeki Snu                                                                              | Joanna Haręża                     | Rzeki Snu (Magda Turowska) |
| 1997 | Zielony z niebieskim                                                                   | Wiktor Zdrojewski                 | Zielony z niebieskim       |
| 1997 | Po Prostu Pragnę                                                                       | Wiktor Zdrojewski                 | Zielony z niebieskim       |
| 2011 | Jak wrócę                                                                              | –                                 | Nie dotykaj                |